# Hampsjön, Närke
Hampsjön är en sjö i Hallsbergs kommun i Närke och ingår i Motala ströms huvudavrinningsområde.